# Commandant en chef des Forces armées canadiennes
Pour les articles homonymes, voir Commandant en chef des Forces armées.
Le commandant en chef des Forces armées canadiennes est le commandant suprême des Forces armées canadiennes. Constitutionnellement, le commandement en chef est investi au souverain canadien, présentement le roi Charles III. En tant que représentant du roi, le gouverneur général du Canada, fut autorisée à exercer les pouvoirs et les responsabilités appartenant au monarque. Conséquemment, la gouverneure générale se fit conférer également le titre de « commandante en chef ». Par protocole vice-royal, le titre utilisé au Canada est « commandante en chef des Forces armées canadiennes » tandis que le titre utilisé dans un contexte international est « commandante en chef du Canada ».

## Insignes du grade
Les insignes du grade de commandant en chef sont affichés sur les uniformes correspondant des Forces armées canadiennes, lesquels peuvent être portés à l'occasion par le commandant en chef. Conformément aux instructions des Forces armées canadiennes, le commandant en chef porte l'uniforme des officiers généraux pour chacun des trois commandements environnementaux.

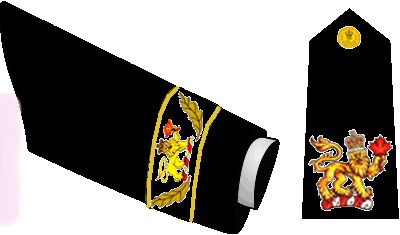
Marine royale canadienne
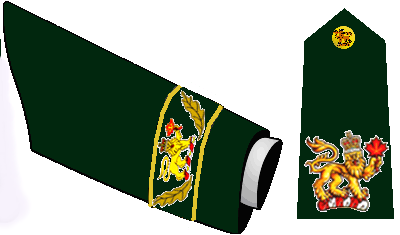
Armée canadienne
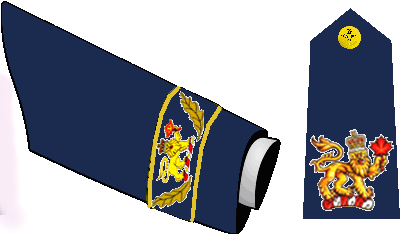
Aviation royale du Canada

## Liste des commandants en chef
| Année                                                                          | Monarque     | Année        | Représenté par le gouverneur général     |
| ------------------------------------------------------------------------------ | ------------ | ------------ | ---------------------------------------- |
| Commandants en chef des milices de terre et de mer canadiennes                 |              |              |                                          |
| 1867-1901                                                                      | Victoria     | 1867-1868    | Charles Monck                            |
| 1867-1901                                                                      | Victoria     | 1869-1872    | John Young                               |
| 1867-1901                                                                      | Victoria     | 1872-1878    | Frederick Temple Blackwood               |
| 1867-1901                                                                      | Victoria     | 1878-1883    | John Campbell                            |
| 1867-1901                                                                      | Victoria     | 1883-1888    | Henry Petty-Fitzmaurice                  |
| 1867-1901                                                                      | Victoria     | 1888-1893    | Frederick Stanley                        |
| 1867-1901                                                                      | Victoria     | 1893-1898    | John Hamilton-Gordon                     |
| 1867-1901                                                                      | Victoria     | 1898-1901    | Gilbert Elliot-Murray-Kynynmound         |
| 1901-1910                                                                      | Édouard VII  | 1901-1904    | Gilbert Elliot-Murray-Kynynmound         |
| 1901-1910                                                                      | Édouard VII  | 1904-1910    | Albert Grey                              |
| Commandants en chef des forces navales et des milices canadiennes              |              |              |                                          |
| 1910-1919                                                                      | George V     | 1910-1911    | Albert Grey                              |
| 1910-1919                                                                      | George V     | 1911-1916    | Prince Arthur de Connaught et Strathearn |
| 1910-1919                                                                      | George V     | 1916-1919    | Victor Cavendish                         |
| Commandants en chef des milices canadiennes et des forces navales et aériennes |              |              |                                          |
| 1919-1936                                                                      | George V     | 1919-1921    | Victor Cavendish                         |
| 1919-1936                                                                      | George V     | 1921-1926    | Julian Byng                              |
| 1919-1936                                                                      | George V     | 1926-1931    | Freeman Freeman-Thomas                   |
| 1919-1936                                                                      | George V     | 1931-1935    | Vere Ponsonby                            |
| 1919-1936                                                                      | George V     | 1935-1936    | John Buchan                              |
| 1936                                                                           | Édouard VIII | 1936         | John Buchan                              |
| 1936-1952                                                                      | George VI    | 1936-1940    | John Buchan                              |
| 1936-1952                                                                      | George VI    | 1940-1946    | Alexander Cambridge                      |
| 1936-1952                                                                      | George VI    | 1946-1952    | Harold Alexander                         |
| 1952-1968                                                                      | Élisabeth II | 1952         | Harold Alexander                         |
| 1952-1968                                                                      | Élisabeth II | 1952-1959    | Vincent Massey                           |
| 1952-1968                                                                      | Élisabeth II | 1959-1967    | Georges Vanier                           |
| 1952-1968                                                                      | Élisabeth II | 1967-1968    | Roland Michener                          |
| Commandants en chef des Forces armées canadiennes                              |              |              |                                          |
| 1968-2022                                                                      | Élisabeth II | 1968-1974    | Roland Michener                          |
| 1968-2022                                                                      | Élisabeth II | 1974-1979    | Jules Léger                              |
| 1968-2022                                                                      | Élisabeth II | 1979-1984    | Edward Schreyer                          |
| 1968-2022                                                                      | Élisabeth II | 1984-1990    | Jeanne Sauvé                             |
| 1968-2022                                                                      | Élisabeth II | 1990-1995    | Ramon John Hnatyshyn                     |
| 1968-2022                                                                      | Élisabeth II | 1995-1999    | Roméo LeBlanc                            |
| 1968-2022                                                                      | Élisabeth II | 1999-2005    | Adrienne Clarkson                        |
| 1968-2022                                                                      | Élisabeth II | 2005-2010    | Michaëlle Jean                           |
| 1968-2022                                                                      | Élisabeth II | 2010-2017    | David Lloyd Johnston                     |
| 1968-2022                                                                      | Élisabeth II | 2017-2021    | Julie Payette                            |
| 1968-2022                                                                      | Élisabeth II | 2021-2022    | Mary Simon                               |
| Depuis 2022                                                                    | Charles III  | 2022-présent | Mary Simon                               |